# Paulhan Triplane
Il Paulhan Triplane  fu un aereo  monomotore triplano sviluppato in Francia nella prima metà degli anni dieci del XX secolo e rimasto allo stadio di prototipo.

## Storia del progetto
Nel 1911 il pilota Louis Paulhan, in collaborazione con Henri Fabre, costruì un aereo da cooperazione appositamente per una competizione di aerei militari emessa dall'Armée de terre nel 1910. A questo concorso risposero 42 costruttori aeronautici: Blériot, Bourgoin et Kessels, Passerat et Radiguel, Pons, Rep, Farman, Coanda, Borel et Morane, Roissart et Bellel, Antoinette, Astra, Nieuport, Voisin, Timaksion, Billard, Lagras, Clement et Bayard, Farman, Goupy, Bonnet-Labranche, Deperdussin, Zodiac, Hanriot, Fabre, Collin de Laminière, Bebin, Bréguet, Caillie, Savary, Guyot-Verdier, Etienne et Cie, Paulhan, Dhumbert, Dumnnt, Maurice, Sommer, Moreau, Lecomte, Clément. Legrand, Blanc, Lastenas-Lapers. Il concorso (Concours d'Avions Militaires 1911) si tenne a Reims, alla presenza del generale Pierre Auguste Roques, ispettore permanente dell'Aéronautique Militaire. La macchina di Paulhan era un ulteriore sviluppo del biplano da lui progettato e costruito un anno prima, ma che non soddisfaceva il progettista in termini di prestazioni aeronautiche.

## Descrizione tecnica
Aereo triplano, biposto monomotore. La configurazione alare era triplana, con ali di uguale apertura, rivestite in tela dipinta con una vernice speciale, collegate tra loro da 6 coppie di montanti interalari realizzati in tubi d'acciaio e rinforzati da fili dello stesso metallo. L'apertura alare era di 13 m, con le ali larghe 1,80 m e distanti tra loro 1,50 m. Su tutte e tre le ali, alle loro estremità, vi era una coppia di alettoni simili alle piume di un uccello. La  fusoliera era costituita da una cellula rivestita in  fogli d'alluminio, situata tra l'ala inferiore e quella di mezzo. In essa trovavano posto i due membri dell'equipaggio, pilota ed osservatore. Davanti alla cellula, collegato ad essa tramite due bracci ed azionato da tiranti, si trovava l'equilibratore che consentiva di variare la portanza, permettendo così di variare l'inclinazione del velivolo rispetto ad un piano orizzontale (beccheggio). Dietro di essa si trovavano, collegati tramite due bracci ed azionate da tiranti, le due superfici verticali che servivano da governali di direzione.  Il propulsore, posto in posizione spingente, era un Renault a 8 cilindri a V, raffreddati ad aria, erogante la potenza di 80 CV ed azionante un'elica quadripala lignea del diametro di 3,50 m.
Il carrello d'atterraggio era costituito da una coppia di ruote su entrambe le semiali inferiori, dotate di un pattino anteriore alla cui estremità era fissata una coppia di ruote più piccole, orientabili.

## Impiego operativo
Nel corso dei collaudi, effettuati dal pilota Paulhan, il velivolo dimostrò mediocri caratteristiche di volo e pertanto non ottenne ordini di produzione.